# Fiódor Shaliapin
Fiódor Ivánovich Shaliapin (en ruso, Фёдор Ива́нович Шаля́пин; Kazán, Gobernación de Kazán (hoy Tartaristán), Imperio ruso; 13 de febrero de 1873 - París, Tercera República francesa, 12 de abril de 1938) fue un cantante bajo de ópera ruso. Junto a Maria Callas, Enrico Caruso y Titta Ruffo, es considerado epítome de la ópera del siglo XX.

## Biografía
Nació en la ciudad de Kazán (Tartaristán) el 13 de febrero de 1873 en una familia de ancestros campesinos sin fortuna, su padre era secretario de un zemstvo local. Tras destacar en los estudios y participar en un coro de iglesia en Kazán, Shaliapin se unió en 1889 a la compañía dramática de Vasili Serebryakov como extra, debutando al año siguiente en una representación de Eugenio Oneguin en Kazán.   
Empezó su carrera como cantante profesional en Tiflis y luego en San Petersburgo, donde actuó desde 1894 y conocería a otro virtuoso: el pianista y compositor Serguéi Rajmáninov, con quien mantendría amistad el resto de su vida. Su sobresaliente talento para el canto llamó la atención de los directivos del Teatro Bolshói de Moscú, donde actuaría desde 1899 hasta 1914.
Debido a su poderosa y flexible voz —junto con una hipnotizante presencia sobre el escenario y su soberbia habilidad para la actuación— se lo considera como uno de los más grandes intérpretes de la historia de la ópera, y también se le atribuye el establecimiento de la tradición naturalista de la interpretación operística. Así, Shaliapin fue pionero combinando la interpretación teatral realista con el virtuosismo para el canto lírico, trabajando duramente en perfeccionarse como cantante pero también considerando esencial para un intérprete de ópera cultivar con empeño el arte dramático de la actuación.
Poco después el empresario Serguéi Diáguilev, fundador de los Ballets Rusos, presentó a Shaliapin en Londres, con lo cual estableció en la década de 1910 una sólida fama como cantante de ópera y actor, siendo elogiado por el director italiano Arturo Toscanini por su descollante calidad como bajo y quien lo dirigió en la Scala de Milán en 1909. Shaliapin establecía una grandiosa combinación de canto y actuación, y siguió ofreciendo espectáculos destacados en París y luego en Nueva York, donde le sorprendió la Primera Guerra Mundial. 
Aunque inicialmente elogiado por el nuevo régimen bolchevique triunfante en Rusia tras la Revolución de Octubre de 1917 -al punto de ser nombrado Artista del Pueblo en 1920- Shaliapin no mostró simpatía hacia el nuevo gobierno ante su autoritarismo y la inestabilidad de la Guerra civil rusa, sumado a la expropiación de los bienes de Shaliapin en suelo ruso; ante ello decidió establecerse permanentemente en París desde la década de 1920 aunque eludiendo pronunciamientos políticos sobre el régimen soviético. 
Durante su vida Shaliapin fue el más famoso intérprete de las óperas Borís Godunov, Mefistófeles, Iván el Terrible y Don Quichotte, este último papel, en la película del mismo nombre que en 1933 dirigió Georg Wilhelm Pabst con música de Jacques Ibert, en donde canta las cuatro canciones que este compositor realizó como encargo para la película, al no poderse hacerse cargo de ellas Maurice Ravel.
En 1932, Shaliapin publicó sus memorias y dos años después recibió la Legión de Honor de la  República francesa, manteniendo su vigencia como cantante de ópera con una serie de giras a los principales teatros operísticos del mundo, siendo su última aparición en la Ópera de Montecarlo en 1937.
Falleció en París por leucemia el 12 de abril de 1938 y fue enterrado en el cementerio parisino des Batignolles donde permaneció hasta 1984, cuando fue trasladado a Rusia y ahora yace en el Cementerio Novodévichi de Moscú.

## Enlaces externos

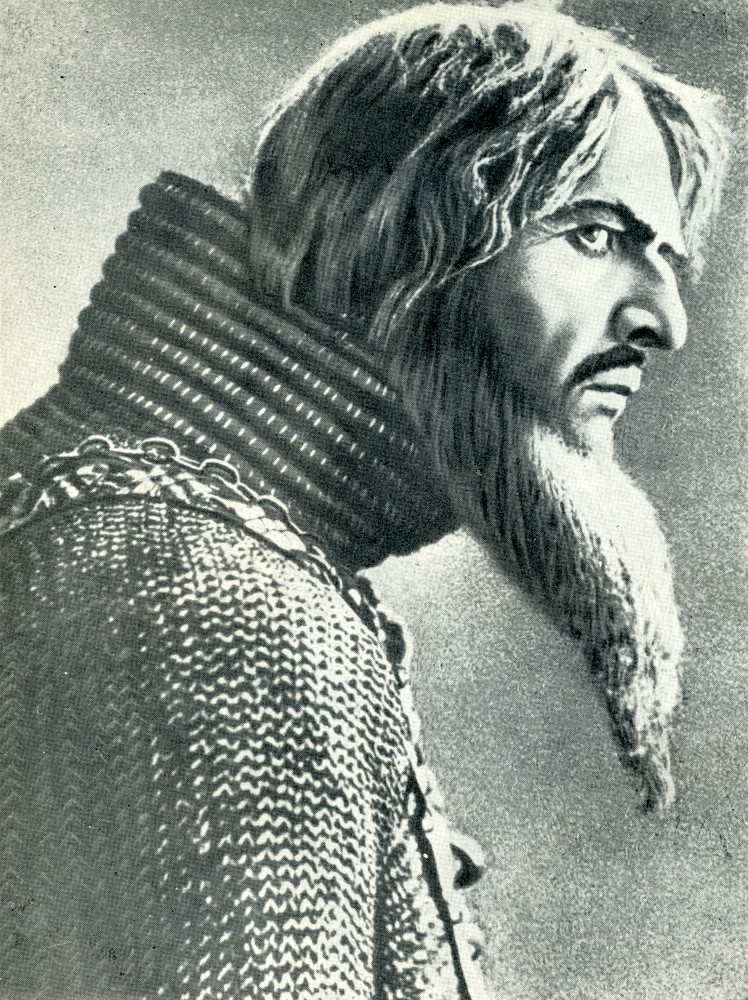
Shaliapin como Iván el Terrible en La dama de Pskov de Rimski-Kórsakov. 1911

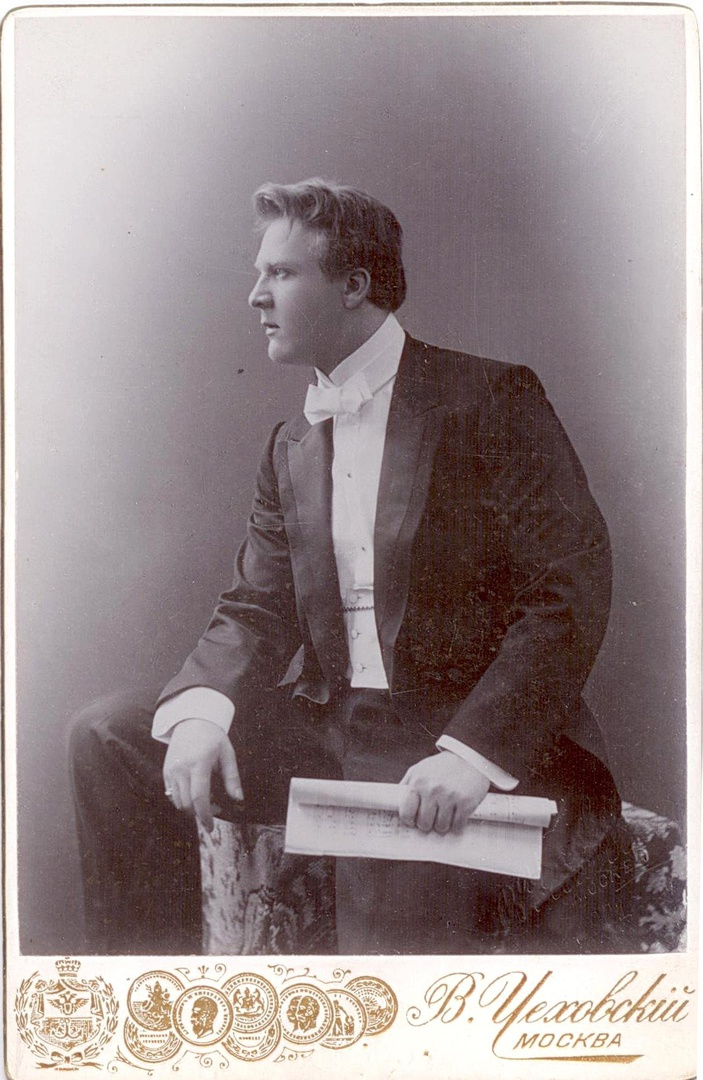
Retrato fotográfico de Shaliapin. 1901